# Une femme piégée (téléfilm, 2001)
Ne doit pas être confondu avec Une femme piégée (téléfilm, 2009).
Pour plus de détails, voir Fiche technique et Distribution.
Une femme piégée est un téléfilm français réalisé par Laurent Carcélès en 2001. Ce téléfilm a été tourné pour la série télévisée Vertiges diffusée entre 1997 et 2003.

## Synopsis
Pour avoir trompé son mari une seule fois, une jeune femme voit sa vie tourner au cauchemar. La police la croit, en effet, coupable du meurtre de l'homme avec qui elle a passé la nuit.

## Fiche technique
- Réalisateur : Laurent Carcélès
- Scénario : Anne Landois
- Musique : Renaud Barbier et Frédéric Porte
- Producteurs : Thomas Anargyros (M6) , Lionel Bailliu (M6), Thomas Bourguignon, Edouard de Vésinne (M6), Denis Karvil, Ion Marinescu, Pierre Roitfeld
- Directeur de la photographie : Ion Marinescu
- Montage : Diane Logan
- Distribution des rôles : Medeea Marinescu, Michèle Tollemer et René Tollemer
- Création des décors : Florin Gabrea
- Création des costumes : Agnès Falque, Gabriela Ricsan et Fabienne Tkint
- Sociétés de production :  Alizés Films, M6 Métropole Télévision
- Durée : 90 minutes
- Genre : Film policier-Film dramatique
- Date de diffusion : 21 février 2001 sur M6

## Distribution
- Marion Cotillard : Florence Lacaze
- Jean-Marie Winling : Le lieutenant Alvez
- Cédric Chevalme : Antoine Lacaze
- Stéphanie Lagarde : Agnès
- Natacha Amal : Alexandra Cartier
- Laurent Hennequin : Bruno Galet